# Mendoncia
Mendóncia — род цветковых растений семейства Акантовые.

## Синонимы
- Afromendoncia Gilg ex Lindau[2]
- Lirayea Pierre[2]
- Monachochlamys Baker[2]

## Распространение
Ареал рода охватывает тропические области Африки, Мадагаскара и Америки.

## Ботаническое описание
Представители рода — большей частью вьющиеся травянистые растения.

## Некоторые виды
По информации базы данных The Plant List (2013), род включает 63 вида
.
- Mendoncia albiflora
- Mendocia lindavii
- Mendoncia mollis
- Mendoncia puberula
- Mendoncia velloziana